# El Vato
El Vato è una serie televisiva statunitense basata sulla vita del cantante messicano El Dasa. È trasmessa dal 17 aprile 2016 sulla rete via cavo NBC Universo in simultanea con il canale Telemundo.
In Italia, la serie viene pubblicata dal 25 ottobre 2016 sul servizio on demand Netflix.

## Trama
La serie si concentra sulla storia del cantante messicano El Vato e dei suoi amici che tentano di trionfare nel mondo musicale insidioso e seducente di Los Angeles, in California.

## Episodi
| Stagione         | Episodi | Prima TV USA | Pubblicazione Italia |
| ---------------- | ------- | ------------ | -------------------- |
| Prima stagione   | 10      | 2016         | 2016                 |
| Seconda stagione | 13      | 2017         | inedita              |